# Білоруська криниця
«Білоруська криниця» («Криниця» до 1925 і після 19 листопада 1939)  — щотижнева газета, орган Білоруської християнської демократії.

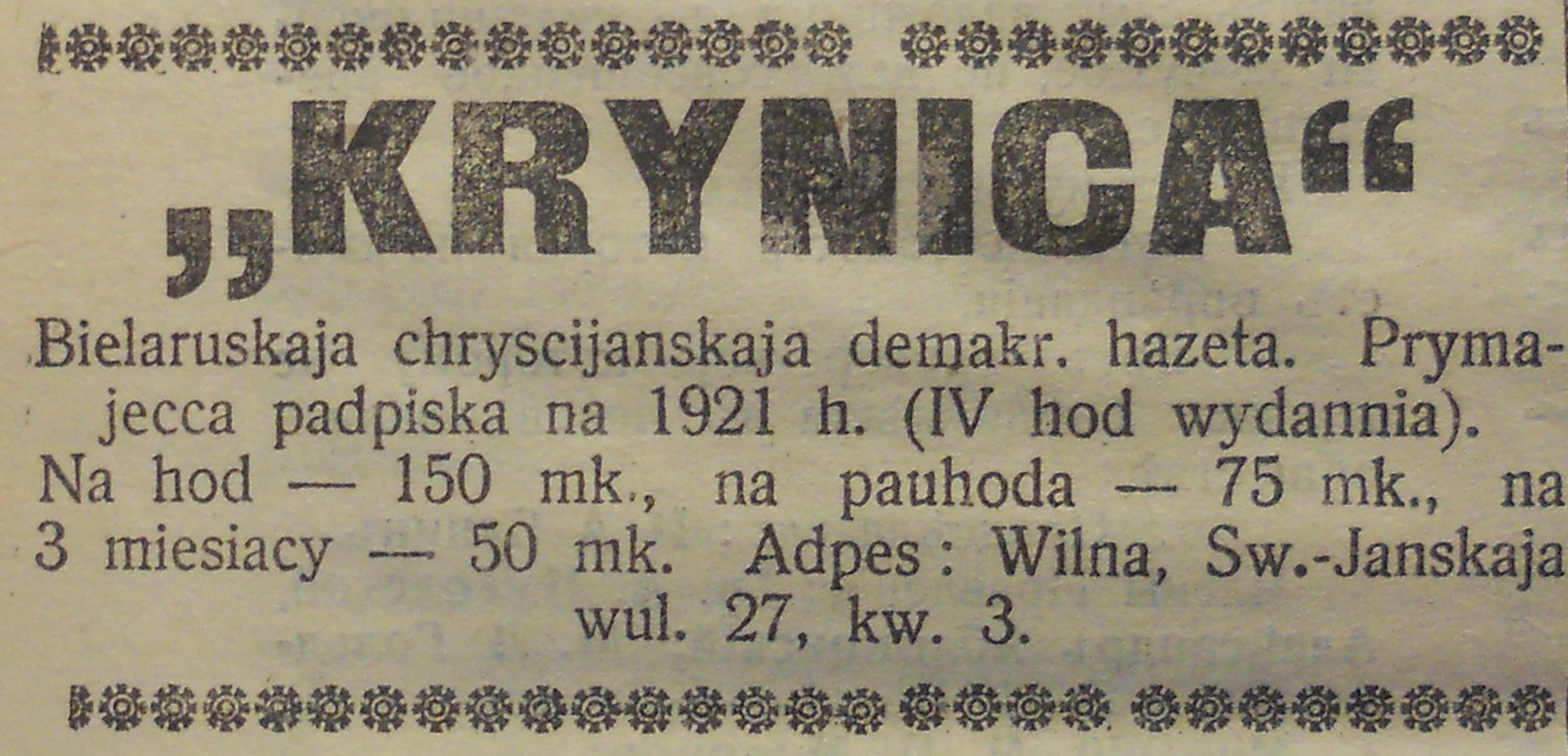
Оголошення газети «Krynica» на 1921 рік в газеті «Народне діло» № 41 (164), 22.02.1921

Видавалася білоруською мовою (то латиницею, то кирилицею, то двома шрифтами одночасно — 1934–1939), в Петрограді (з 21 квітня 1917), в Вільнюсі (7 вересня 1919 — 12 липня 1940, не виходила: 15 квітня 1937 — 16 листопада 1939), в Мінську (# 3, 1918). Вийшли 768 номерів. У першій половині 1920-х вилучено 9 номерів, за період видання у Вільнюсі вилучено 58 номерів. Пропагувала ідею відродження церковної унії, введення білоруської мови в католицькій церкві, консолідувала навколо себе білорусів- католиків. Редакторами в різний час були Т. Войтехович, В. Василевський, В. Гриневич, М. Гречаник, В. Знамеровский, Я. Позняк, А. Станкевич, Л. Сермяга, Б. Туронок .
17 серпня 1925 року був заарештований і посаджений до Лукішкавської в'язниці Броніслава Туронока. Про його арешт стало відомо тільки через 2 тижні. Комісар уряду Вільнюса повідомив редакції, що за порадою судді видання газети «Криниця» призупиняється до розгляду справи. 23 серпня 1925 року вийшов останній номер «Криниці». Редакція відновила видання газети з 20 вересня 1925 року під назвою «Білоруська криниця». Редактором став Фома Войтехович .
15 квітня 1937 року газету «Білоруська криниця» закрито рішенням Вільнюського окружного суду.